# Liste der Monuments historiques in Belvoir
Die Liste der Monuments historiques in Belvoir führt die Monuments historiques in der französischen Gemeinde Belvoir auf.

## Liste der Immobilien
| Bezeichnung        | Beschreibung                                         | Standort              | Kennzeichnung | Schutzstatus | Datum | Bild           |
| ------------------ | ---------------------------------------------------- | --------------------- | ------------- | ------------ | ----- | -------------- |
| Château de Belvoir | Burg, um 1200 erbaut, im 16. Jahrhundert umgestaltet | Rue du Bourg (Lage)   | PA00101450    | Inscrit      | 1956  | weitere Bilder |
| Markthalle         | offener Ständerbau, 14. Jahrhundert; mit Ölmühle     | Rue des Halles (Lage) | PA00101451    | Inscrit      | 1973  | weitere Bilder |

## Liste der Objekte
| Bezeichnung                   | Beschreibung                                                   | Standort                                            | Kennzeichnung | Schutzstatus | Datum | Bild |
| ----------------------------- | -------------------------------------------------------------- | --------------------------------------------------- | ------------- | ------------ | ----- | ---- |
| Zwei Reliquiare               | Holz, vergoldet, um 1660                                       | in der Kirche St-Nicolas (Lage)                     | PM25000124    | Classé       | 1908  |      |
| Gemälde Maria Liberatrix      | Ölfarbe auf Leinwand, um 1650                                  | in der Kirche St-Nicolas (Lage)                     | PM25000125    | Classé       | 1908  |      |
| Glocke                        | Bronze, 1653 gegossen                                          | in der Kirche St-Nicolas (Lage)                     | PM25000126    | Classé       | 1942  |      |
| Skulptur Christus in der Rast | Holz, farbig gefasst, 16. Jahrhundert; in der Mairie deponiert | Grande Rue, in der Wegekapelle Dieu-de-Pitié (Lage) | PM25001737    | Classé       | 2000  |      |